# Melanchra grisea
Melanchra grisea är en fjärilsart som beskrevs av Barend J. Lempke 1964. Melanchra grisea ingår i släktet Melanchra och familjen nattflyn. Inga underarter finns listade i Catalogue of Life.